# EuroEyes Cyclassics 2018
L'EuroEyes Cyclassics 2018 va ser la 23a edició de la cursa ciclista EuroEyes Cyclassics. Es va disputar el diumenge 19 d'agost de 2018 sobre un recorregut de 216,4 km, amb origen i final a Hamburg.
La victòria fou per l'italià Elia Viviani (Team Sky), que s'imposà en l'esprint al francès Arnaud Démare (Groupama-FDJ) i al noruec Alexander Kristoff (UAE Team Emirates).

## Equips participants
En la cursa hi prenen part 22 equips, els 18 World Tour i 3 equips continentals professionals:
| WorldTeams (18)- AG2R La Mondiale - Astana - Bahrain-Merida - BMC Racing Team - Bora-Hansgrohe - Dimension Data - EF Education First-Drapac p/b Cannondale - Groupama-FDJ - Katusha-Alpecin - Lotto NL-Jumbo - Lotto Soudal - Mitchelton-Scott - Movistar Team - Quick-Step Floors - Sky - Team Sunweb - Trek-Segafredo - UAE Team Emirates Equips continentals professionals (3)- CCC Sprandi Polkowice - Gazprom-RusVelo - Vérandas Willems-Crelan |
| |

## Classificació final
| \| Classificació general \| Classificació general \| Classificació general \| Classificació general \| Classificació general \| \| Corredor \| Corredor \| Equip \| Temps \| \| \| --------------------- \| ------------------------------- \| -------------------------- \| --------------------- \| --------------------- \| \| 1r \| Elia Viviani \| Team Sky \| 5h 15' 51" \| \| \| 2n \| Arnaud Démare \| FDJ \| + 0" \| \| \| 3r \| Dylan Groenewegen \| LottoNL-Jumbo \| + 0" \| \| \| 4t \| Alexander Kristoff \| Katusha-Alpecin \| + 0" \| \| \| 5è \| André Greipel \| Lotto-Soudal \| + 0" \| \| \| 6è \| Maximiliano Richeze Araquistain \| Quick-Step Floors \| + 0" \| \| \| 7è \| Jasper Stuyven \| Trek-Segafredo \| + 0" \| \| \| 8è \| Marko Kump \| UAE Team Emirates \| + 0" \| \| \| 9è \| Nacer Bouhanni \| Cofidis, Solutions Crédits \| + 0" \| \| \| 10è \| Rudy Barbier \| AG2R La Mondiale \| + 0" \| \| \| 11è \| Sam Bennett \| Bora-Hansgrohe \| + 0" \| \| \| 12è \| Jean-Pierre Drucker \| BMC Racing Team \| + 0" \| \| \| 13è \| Rick Zabel \| Katusha-Alpecin \| + 0" \| \| \| 14è \| Niccolò Bonifazio \| Bahrain-Merida \| + 0" \| \| \| 15è \| Heinrich Haussler \| Bahrain-Merida \| + 0" \| \| \| 16è \| Roberto Ferrari \| UAE Team Emirates \| + 0" \| \| \| 17è \| Simone Consonni \| UAE Team Emirates \| + 0" \| \| \| 18è \| Ruslan Tleubàiev \| Astana \| + 0" \| \| \| 19è \| Reinardt Janse van Rensburg \| Dimension Data \| + 0" \| \| \| 20è \| Quentin Jauregui \| AG2R La Mondiale \| + 0" \| \| |                                 |                            |            |
| |                                 |                            |            |
| Font: ProCyclingStats |                                 |                            |            |
| Classificació general |                                 |                            |            |
| Corredor | Corredor                        | Equip                      | Temps      |
| 1r | Elia Viviani                    | Team Sky                   | 5h 15' 51" |
| 2n | Arnaud Démare                   | FDJ                        | + 0"       |
| 3r | Dylan Groenewegen               | LottoNL-Jumbo              | + 0"       |
| 4t | Alexander Kristoff              | Katusha-Alpecin            | + 0"       |
| 5è | André Greipel                   | Lotto-Soudal               | + 0"       |
| 6è | Maximiliano Richeze Araquistain | Quick-Step Floors          | + 0"       |
| 7è | Jasper Stuyven                  | Trek-Segafredo             | + 0"       |
| 8è | Marko Kump                      | UAE Team Emirates          | + 0"       |
| 9è | Nacer Bouhanni                  | Cofidis, Solutions Crédits | + 0"       |
| 10è | Rudy Barbier                    | AG2R La Mondiale           | + 0"       |
| 11è | Sam Bennett                     | Bora-Hansgrohe             | + 0"       |
| 12è | Jean-Pierre Drucker             | BMC Racing Team            | + 0"       |
| 13è | Rick Zabel                      | Katusha-Alpecin            | + 0"       |
| 14è | Niccolò Bonifazio               | Bahrain-Merida             | + 0"       |
| 15è | Heinrich Haussler               | Bahrain-Merida             | + 0"       |
| 16è | Roberto Ferrari                 | UAE Team Emirates          | + 0"       |
| 17è | Simone Consonni                 | UAE Team Emirates          | + 0"       |
| 18è | Ruslan Tleubàiev                | Astana                     | + 0"       |
| 19è | Reinardt Janse van Rensburg     | Dimension Data             | + 0"       |
| 20è | Quentin Jauregui                | AG2R La Mondiale           | + 0"       |